# Футбольная федерация Танзании
Футбо́льная федера́ция Танза́нии (англ. Tanzania Football Federation (TFF); суахили Shirikisho la Mpira wa Miguu Tanzania) — организация, осуществляющая контроль и управление футболом в Танзании. Располагается в крупнейшем городе государства — Дар-эс-Саламе. Федерация организует деятельность и управляет национальными сборными по футболу (мужской, женской, молодёжными). Под эгидой федерации проводится чемпионат страны и многие другие соревнования.

## История
Основана в 1930 году, вступила в ФИФА и в КАФ в 1964 году. В 1973 году стала одним из членов-основателей КЕСАФА.